# Дробовик спеціального призначення

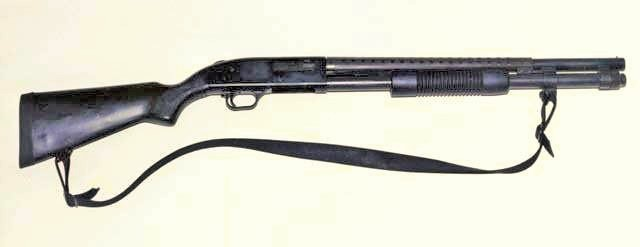
Помповий поліцейський дробовик Mossberg 590 зі стволом довжиною 20 дюймів, з чорною пластиковою фурнітурою та довгим трубчастим магазином

Дробовик спеціального призначення (англ. riot shotgun — дослівно бунтарський дробовик) це дробовик розроблений або модифікований для використання як зброя самозахисту, завдяки використанню короткого ствола та інколи більшого магазина, ніж мисливські дробовики. Дробовик спеціального призначення використовують військові для несення варти та для боротьби з масовими заворушеннями, а також використовуються для зламування дверей та як патрульна зброя правоохоронцями, крім того таку зброю використовують цивільні для самозахисту. Зброя цього типу часто називають пробивні дробовики, тактичні дробовики або дробовики спеціального призначення для позначення сфери використання; однак це здебільшого маркетингові терміни.

## Характеристики

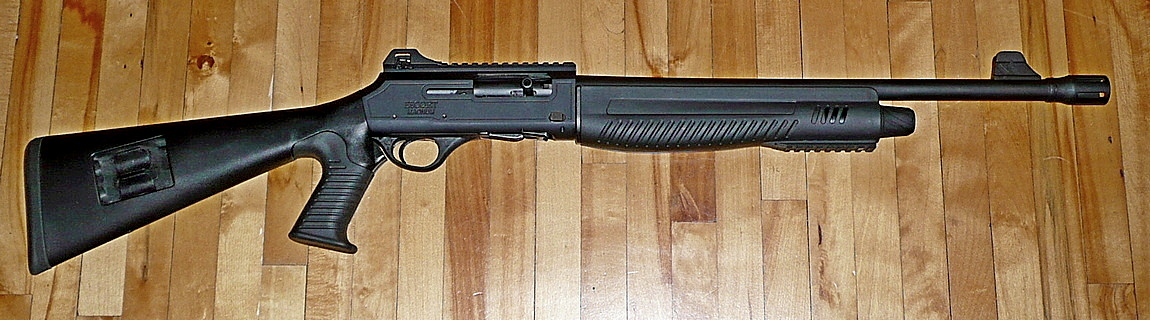
Самозарядний дробовик Hatsan Escort Magnum для охорони та правоохоронців 12 калібру

Основною характеристикою бунтарського дробовика є "короткий" ствол (зазвичай довжиною від 355 до 508 мм; 457 мм це найкоротший ствол доступний для цивільних в США на який не впливають додаткові правила ATF), що робить дробовик більш компактним та краще керованим, його легше тримати в поліцейській машині, а також з нього легше швидко цілитися по стаціонарним цілям. Зазвичай вони мають відкритий чок, що дозволяє швидко розсіяти дріб, а також це дозволяє використовувати інші типи куль, крім того на них встановлюють різні види прицілів: рушничні намистини, гвинтівкові приціли або приціли ghost ring. Такі дробовики зазвичай мають помповий затвор оскільки така конструкція є дешевшою і більш надійною, хоча в останні роки з'явилась низка самозарядних дробовиків розроблених для оборони, які використовують військові, правоохоронці та цивільні.
Більшість дробовиків заряджаються набоями 12 калібру з гільзами довжиною 2.75" (70 мм) "стандартна довжина" або 3" (76 мм) "магнум довжина". Більшість не дробових зарядів, наприклад, нелетальні боєприпаси такі як мішечки з горохом, випускають лише 12 калібру. Проте, є бунтарські дробовики 20 калібру та .410 калібру. Невеликі калібри є популярними для захисту домівки, оскільки зменшені потужність та відбій підходять недосвідченим стрільцям, які можуть бути більш чутливими до відбою.
Більшість мисливських дробовиків мають магазини на 2 та 5 набоїв (частіше 3 набої, через дотримання правил США щодо полювання на перелітних птахів), в той час як бунтарські дробовики мають трубчасті магазини такої ж довжини, що і ствол, що дозволяє заряджати від 6 до 10 набоїв в залежності від моделі, довжини стволу та типу набою. В дробовиках також використовують стандартні трубчасті магазини. Наприклад, популярний поліцейський дробовик Remington 870 Police часто поставляють для правоохоронців з 4-зарядним трубчастим магазином.

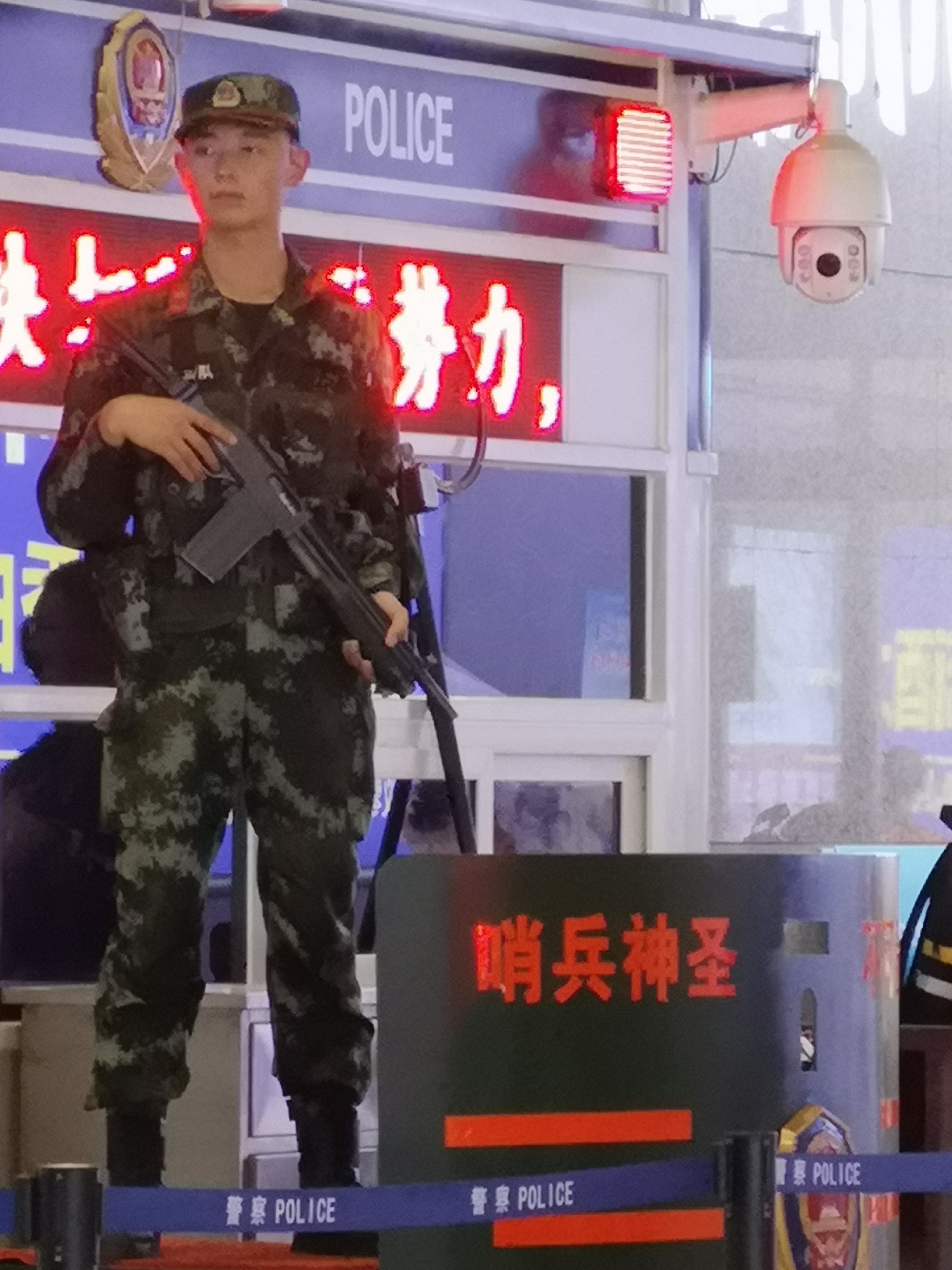
Озброєний китайський поліцейський стоїть з дробовиком Hawk Industries Type 97-2. Type 97-2 на фотографії це помповий дробовик 12 калібру зі знімним магазином, чорною пластиковою фурнітурою та складним прикладом.

Конфігурації руків'їв та прикладів бунтарських дробовиків дуже різноманітні, але часто вони мають пластикову "фурнітуру" замість дерев'яної, як мисливських дробовиків. Дерево для дробовиків спеціального призначення використовували в минулому та інколи використовують зараз. На відміну від мисливських дробовиків, бунтарські дробовики часто мають пістолетні руків'я, з або без прикладу. Без прикладу (або з відкидним прикладом) бунтарські дробовики стають компактними і їх можна швидше задіяти при дуже тісному контакт. З прикладом і пістолетним руків'ям можна краще контролювати зброю при стрільбі від плеча. Передні руків'я, або цівки,  часто мають пістолетне руків'я (це покращує контроль та знижує відбій), та/або планку для додаткових аксесуарів або кріплення для тактичного ліхтаря.
Наявність великої кількості куль (дробу) в набої значно збільшує імовірність влучання в нападника, а також дріб збільшує імовірність виведення з ладу. Хоча поліція використовує набої різних розмірів та конфігурацій, найбільш поширеними є картечні набої 12 калібру довжиною 23⁄4-дюйми (70 мм) 00 ("double-aught"), який містить 8 або 9 круглих свинцевих куль .33 калібру (8,5 мм), кожна з яких схожа за розміром та швидкістю до пістолетної кулі 9мм/.38 калібру (яка насправді має діаметр .354-.357"). Кут розсіювання такого заряду залежить від чоку стволу і може бути ефективним на відстанях до 70 м. Також популярним є заряд картечі #4, в якому використано кульки невеликого калібру (розмір кожної кульки .24 калібру), але у великій кількості (зазвичай 21 кулька на набій), а тому є дуже ефективним при стрільбі на коротких відстанях (до 15 метрів), де постріл має малу відстань для розсіювання, таким чином картечь вражає ціль у відносно локалізованому місці. "Оленячі кулі" (нарізна куля вагою 1 унція) забезпечує потужний, точний постріл з мінімальним розсіюванням, але з більшим ризиком надмірного проникнення. В "гібридних" зарядах використовують дріб різного розміру або кулю та дріб, вони є доступними, але менш поширеними. Ці набої, як правило, представляють собою компроміс між потужністю кулі або картечі та розсіюванням кульок малого розміру.
Завдяки магазинному живленню дробовик є найефективнішою зброєю ближнього бою, з ймовірністю влучання на 45% вищою ніж у пістолета-кулемета і вдвічі вищою за штурмову гвинтівку. Можливість використання куль збільшує відстань та пробивну здатність дробовика. Поліцейські в США возять з собою дробовики для використання під час збройного супротиву або коли потрібна зброя потужніша за пістолет.

## Бойові дробовики проти дробовиків спеціального призначення
Різниця між бунтарським та бойовим дробовиком розмита і полягає скоріш в використанні, а не в конструкції. Бойовий дробовик використовують в бою як основну наступальну зброю, у той час як бунтарський дробовик використовують правоохоронці або цивільні як основну зброю захисту. Звичайним доповнення до бойового дробовика є можливість кріплення багнета, а також додатковий вентильований щиток для відведення тепла над стволом (хоча і на бунтарські дробовики додають такий щиток) зроблений для захисту рук стрільця від опіків, що дозволяє стрільцю повністю охопити зброю при використанні багнета, навіть коли ствол дуже гарячий (інакше немає причин закривати ствол і закривати потік охолоджуючого повітря). Одну або обидві ці особливості можна побачити на багатьох військових гвинтівках, в тому числі 1903 Springfield, SMLE, M1 Garand та гвинтівки Маузер. За специфікацію армії США дробовикам потрібні металеві спускові скоби для довговічності, що зменшує кількість поліцейських моделей "спеціального призначення", які можуть використовувати військові (стандартними службовими дробовиками є помпові та самозарядні Mossberg 590A1 та Benelli M1014; стандартні моделі Mossberg 500 та 590, а також більшість варіантів Remington 870, з пластиковими спусковими скобами).
До того ж далекобійність бунтарських дробовиків менша ніж у бойових через природу використання. Бойовий дробовик є ефективним на відстанях до 70 м, оскільки в середньому хоча б одна кіля з дев'яти з заряду картечі 00 влучить в ціль розміру дитина на цій відстані. Цього достатньо, щоб знизити боєздатність солдата супротивника, але недостатньо, щоб надійно вивести з ладу нападника в оборонній ситуації. Для цього має бути кілька влучень у ціль, достатніх для того, щоб одна або кілька дробин потрапили у життєво важливу область. Як правило таку ефективність можна досягти на відстані до 25 метрів. Для стрільби на більші відстані рекомендують використовувати кулі та гарні механічні приціли, що дозволяє збільшити далекобійність до 10 метрів.

## Менш смертельні варіанти

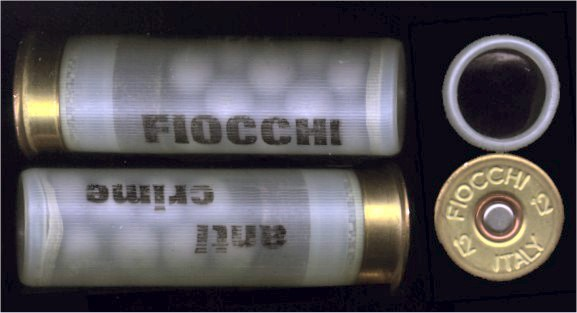
Два набої Fiocchi 12 калібру з гумовими кулями

Пізніше в 20-му столітті для бунтарських дробовиків з'явилася нова роль, через появу великого діапазону нелетальних боєприпасів для поліції. Вони варіюються від "мішечків з бобами", які стріляли гумовими кулями та іншими зарядами до сучасних набоїв з сльозогінним газом, а також представленим в жовтні 2009 року  електрошоковим набоєм 12 калібру від TASER International. Поліцейський може швидко ухвалити рішення використовувати летальні чи нелетальні набої в залежності від ситуації. Поліцейський може швидко перезарядити набої з картеччю на нелетальні набої, такі як мішечки з горохом, при цьому достатньо замінити лише один набій, а не міняти весь магазин, як у гвинтівці чи в пістолеті. Крім того один поліцейський може мати зброю з нелетальними набоями, а інші можуть мати зброю заряджену набоями з картеччю.

## Пробивні дробовики

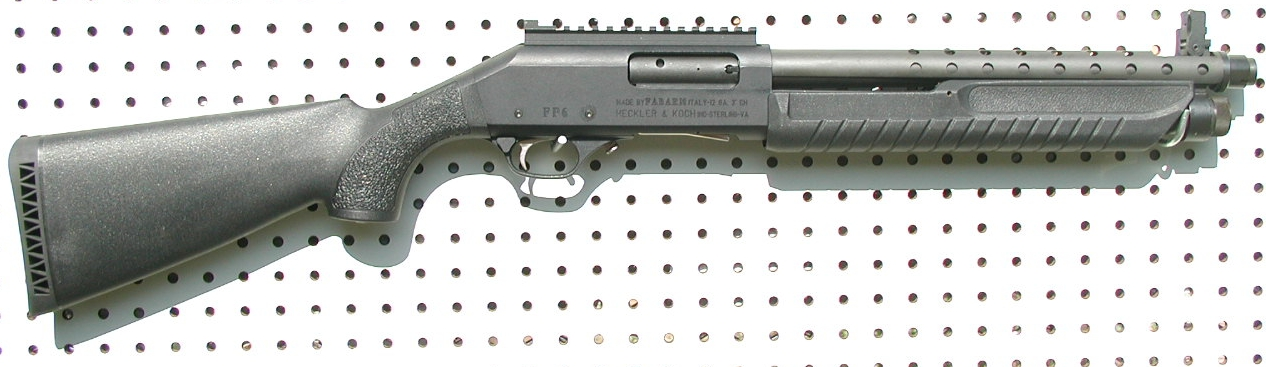
H&K Fabarm FP6 Entry - ствол 14" і підпадає під дію Національного закону про вогнепальну зброю в США.

Пробивним дробовиком може бути будь-який бунтарський дробовик або інший модифікований для цих цілей. Вони можуть мати дуже короткі стволи (355 мм або менше) і зазвичай мають лише пістолетне руків'я без прикладу, або зі складним чи висувним. Крім того на стволі є дулове гальмо для розсіювання назад гарячих газів, для зменшення відбою. Цей тип дробовиків часто використовують для стрільби спеціальними пробивними набоями які розроблені для вибивання дверних замків, при цьому заряд не повинен пройти за межі двері. Оскільки в деяких країнах ці дробовики класифікуються як короткоствольні, вони часто сильно обмежені законами про контроль над зброєю і зазвичай використовуються лише поліцією та військовими, за винятком деяких країн, таких як США.

## Використання

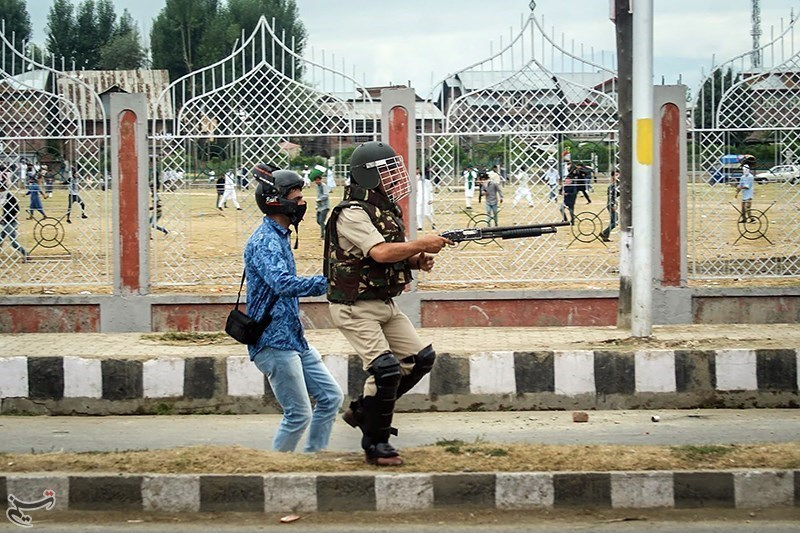
Поліцейський із дробовиком під час зіткнення з агресивними протестувальниками у Кашмірі у вересні 2017 року. Дробовики використовуються силами безпеки як останній «несмертельний» засіб для стримування масових заворушень у Джамму та Кашмірі.

В 2006 році під час антиурядових протестів в Будапешті (Угорщина) деякі люди отримали поранення в голову нелетальними набоями з дробовиків. Принаймні троє втратило зір. У 2013 році один з них покінчив життя самогубством, оскільки не міг жити сліпим. Також багато людей отримали невеликі поранення (переломи носа і пальців, геморагічні забої), а кілька через шок потребували постійної психологічної допомоги.
Дробовики використовували в Бахрейні, Єгипті та Тунісі для придушення протестів. З 2010 року індійські поліцейські в штатах Джамму та Кашмір використовують дробовики, як 'нелетальні' засоби захисту для контролювання агресивного натовпу. Використання дробовиків в Джамму та Кашмірі широко критикувалося.
В США скорочують використання дробовиками в поліції. Багато правоохоронних підрозділів взяли на озброєння патрульні гвинтівки для збільшення точності та кращої далекобійності у порівнянні з дробовиками. Проте, багато підрозділів залишили дробовики для новеньких офіцерів та для використання нелетальних боєприпасів.